# Piscacris affinis
Piscacris affinis är en insektsart som beskrevs av Kevan, D.K.M., A. Singh och Akbar 1964. Piscacris affinis ingår i släktet Piscacris och familjen Pyrgomorphidae. Inga underarter finns listade i Catalogue of Life.